# Angliai csata
Az angliai csata (angolul: Battle of Britain) alatt a második világháború során a német légierő (Luftwaffe) és a brit légierő (Royal Air Force) között a levegőben, a La Manche csatorna ellenőrzéséért vívott küzdelemsorozatot értjük. A náci hadvezetés a légtér ellenőrzését előfeltételnek tekintette Nagy-Britannia megszállásához. A csata dátumát a brit, illetve német források eltérően adják meg: az angolok 1940. július 10. és október 31. között, míg a németek 1940. augusztus közepétől 1941. május végéig tartott.

## A csata előzményei
A dunkerque-i brit kudarc és Franciaország elfoglalása után Hitler arra számított, hogy sikerül békét kötnie Angliával. Július elején a berlini sportcsarnokban elhangzott beszédében közölte is feltételeit: Németország uralja Európa meghódított területeit és visszakap néhány, az első világháborúban elveszített gyarmatot, cserébe Nagy-Britannia megtarthatja tengerentúli birodalmát. Angliában azonban csak egy gyenge csoport (Lord Halifax külügyminiszter vezetésével) fontolgatta a kiegyezést a németekkel, és ők is csak igen határozatlanul. Még Chamberlain is Churchill mellé állt, aki a Parlamentben kijelentette:
Harcolunk a tengerpartokon, a kikötőkben, a mezőkön és a városok utcáin, harcolunk a dombok között és a hegyekben. Sohasem adjuk meg magunkat, és ha, amit egy percig sem hiszünk, a sziget vagy annak nagy része le lenne igázva, akkor birodalmunk tengerentúli részein a brit hajóhad segítségével folytatjuk a harcot.
A RAF Bomber Commandja 1940. május 15-én bombázta először a Ruhr-vidéket, amivel megkezdődött Németország stratégiai bombázása. Az angliai csata volt a német válasz.

### Oroszlánfóka hadművelet
A hadműveleti terv szerint a késő esti, kora hajnali órákban német légi szállítású és légi deszant (Fallschirmjäger) alakulatok érkeztek volna meg Dover és Brighton városokba, hogy biztosítsák a kora reggel vízi úton érkező XVI. (XVI. Armee) és a IX. hadsereg (IX. Armee) inváziós erőinek minél akadálytalanabb partra szállását. A IX. hadsereg Le Havre térségéből indult volna Ventnor (Wight-sziget), Portsmouth és Brighton felé, a boulogne-i német erők Eastbourne-be, Calais-ból pedig Folkestone-ba érkeztek volna. A XVI. hadsereg Dunkerque-ből, Ostendéből és Bruggéből a Doveri-szoroson keresztül Ramsgate térségében szállt volna partra, a Cherbourgban állomásozó VI. hadsereg pedig a sík Lyme Regis felé tartott volna. A légi és vízi úton átdobott 9 hadosztálynyi erő körülbelül 67 000 katonájának műveleti területe Devon–Dorset (VI.), Nyugat-Essex–Southamptonshire (IX.) és Kent (XVI.) megyék partszakaszain kezdődött volna. A brit flotta műveleteit a Kriegsmarine aknazárakkal lassította vagy állította volna meg, közben felkészülve a tengeri és légi ellentámadásra. Az aknazárakat aknatelepítő hajók és tengeralattjárók rakták volna le.
A hadművelet végrehajtásáról a háború végéig nem tettek le a németek, de a felvázolt feltételek megteremtésére egyre kevesebb lehetőségük volt 1941-től, mert fogyott az üzemanyag, a muníció és az ember. Az Overlord hadművelet végképp megpecsételte a kivitelezés sorsát.

## A csata

### Harc a csatorna felett
A német légierő 1940. július 10-én indította meg támadásait a csatornán hajózó angol konvojok, a délkelet-angliai kikötők és radarállomások ellen. A kezdeti légi összecsapásokban a német bombázókat kísérő vadászgépek rendszerint létszámfölényben voltak az angol vadászgépekkel szemben, ezért azok nem tudták jelentősen megzavarni a támadásokat. Az elsüllyesztett hajók számának növekedése odáig vezetett, hogy a Brit Admiralitás leállította a hajóforgalmat a csatornán. Az első pár hétben a németek csak puhatolóztak, igyekeztek kiismerni ellenfelük gyenge pontjait, majd megindították a komolyabb támadásokat.

### Sas hadművelet
Augusztus 13-án a csata a második szakaszába lépett. A Luftwaffe célja a RAF felőrlése volt, ezért nagy erejű támadásokat indítottak a délkelet-angliai légibázisok ellen. A Királyi Légierő ezekben a napokban élte át legnehezebb pillanatait. Egyre több szükségrepülőteret kényszerült használni a katonai bázisok súlyos megrongálása miatt. Bár repülőgépeiknek nem volt probléma a füves repülőterek használata, de az itt leszálló gépek karbantartása és feltöltése nagy gondot okozott a szerelőknek. Nemcsak ez ütközött nehézségbe, hanem az elvesztett, jól képzett pilóták pótlása is. Az újoncok gyakran pár órás kiképzés után hajtották végre első éles bevetésüket, így az ő veszteségeik érthetően még nagyobbak voltak.
A németek, hogy egy perc nyugtot se hagyjanak az angoloknak, megkezdték az éjszakai támadásokat is. Az egyik ilyen éjszakai támadás alatt egy német gép véletlenül London egyik lakónegyede felett oldotta ki a bombáit. Ez a pár bomba a csata fordulópontjához vezetett. A RAF ugyanis bosszúból augusztus 25–26. éjszakáján Berlint bombázta. Már úgy tűnt, hogy Anglia, de főleg a délkelet-angliai vadászvédelem összeomlik, és valóban csak napjai voltak hátra, amikor a németek megváltoztatták taktikájukat.

### London bombázása

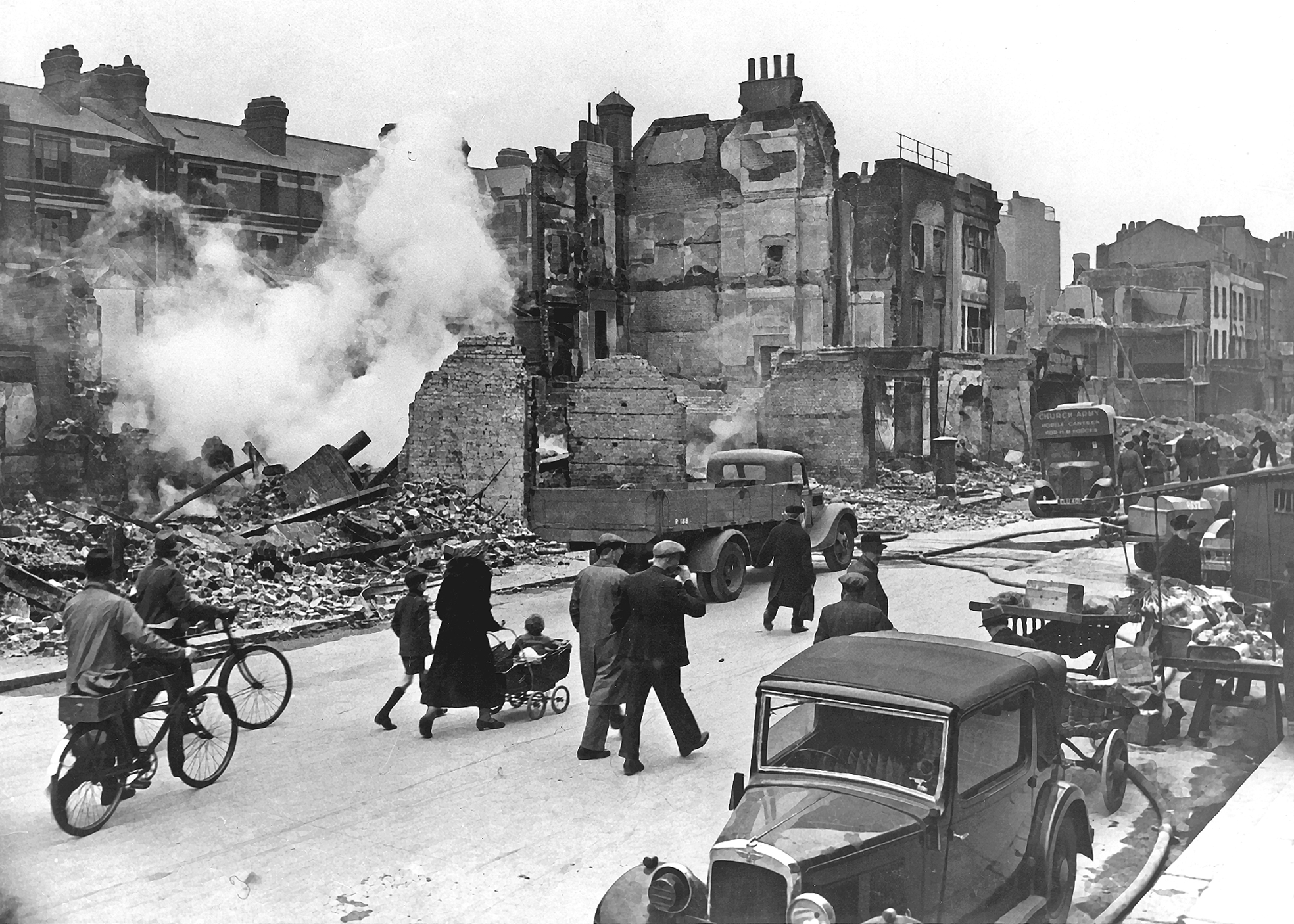
A bombázott London

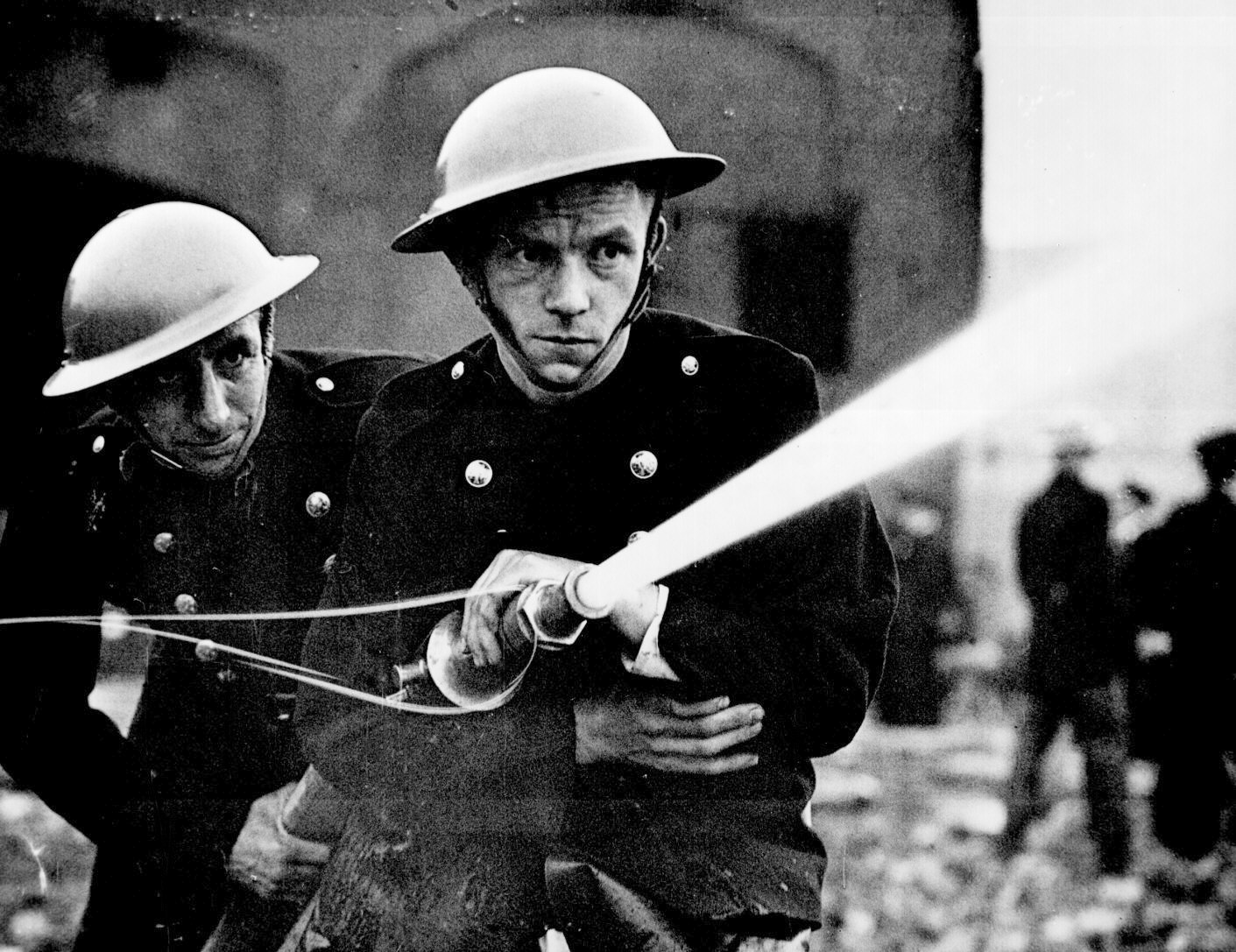
London bombázása rengeteg civil áldozatot követelt, de csak elszántabbá tette az angolokat

Hitlert végtelenül felbőszítette Berlin bombázása. Mivel úgy látta, hogy a repülőterek támadásával nem fog tudni sikereket elérni (annak ellenére, hogy csak napokon múlott a győzelem), megparancsolta: változtassák meg a célpontot, és a főváros megtámadásával kényszerítsék levegőbe az angolokat.
Szeptember 7-én indult meg az első nagyszabású támadás London ellen. A következő napokban újra és újra támadtak a német bombázók. Ámde az angol pilóták a német vezérkar legnagyobb megdöbbenésére nem akartak fogyni. Így a német pilótákat szinte naponta nagy veszteségek érték. Ezt látva, Hitler és vezérkara felismerte, hogy nem tudja megsemmisíteni a RAF-ot, és szeptember 17-én elhalasztotta az angliai partraszállás tervét.

## A csata vége és eredménye
Szeptember végére a nappali bombázások egyre ritkultak, majd október 6-ától a bombázók már csak éjszaka tűntek fel London felett. Ezek sok civil életét oltották ki – brit becslések szerint 40 000-ét –, de Anglia védelmi képességeit nem csökkentették számottevően. Nappal már csak bombával felszerelt vadászgépek támadták az angol repülőtereket, de idővel ezeken a bevetéseken is egyre több német pilótát lőttek le. Az időjárás rosszabbra fordulásával a bevetések száma is csökkent, végül a nappali bevetések október végére teljesen megszűntek.

## Főbb mozzanatok

### A repülőgépgyártás volumene
Az angliai csata egyik elsikkadó, mégis döntő momentuma, hogy az 1940-es évben a brit repülőgépgyártás volumene már közel másfélszeresen felülmúlta a németekét. A II. világháború folyamán összességében is sokkal több repülőgépet gyártott a brit ipar, mint a német.
|                 | 1939    | 1940      | 1941      |
| --------------- | ------- | --------- | --------- |
| Nagy-Britanniaː | 7940 db | 15 049 db | 20 094 db |
| Németországː    | 8295 db | 10 826 db | 11 776 db |

### Radar

Nagy-Britannia radar lefedettsége, katonai repterei és az RAF csoportosítása

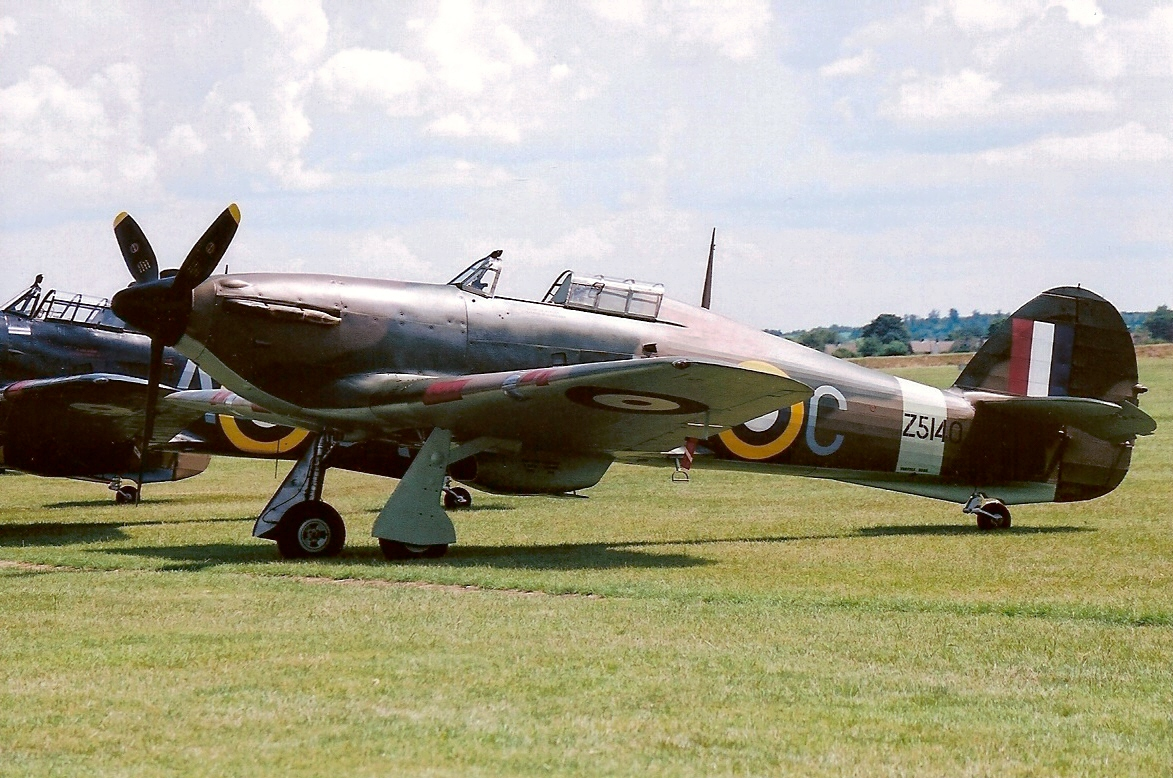
Hurricane vadászgép

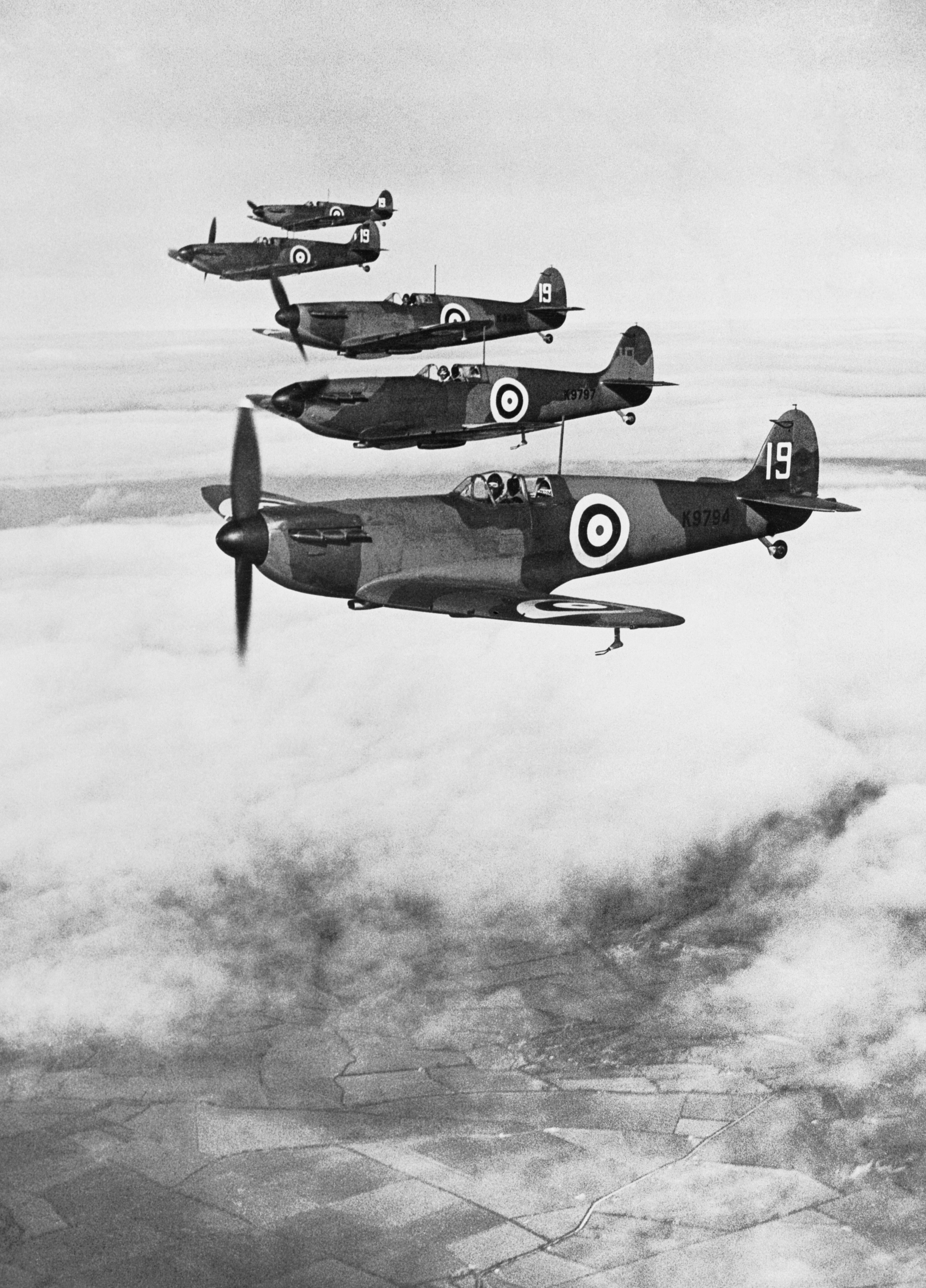
A duxfordi 19-edik vadászszázad Spitfire-jei balék alakzatban, elöl a kötelékparancsnok H.I. Cozens gépe

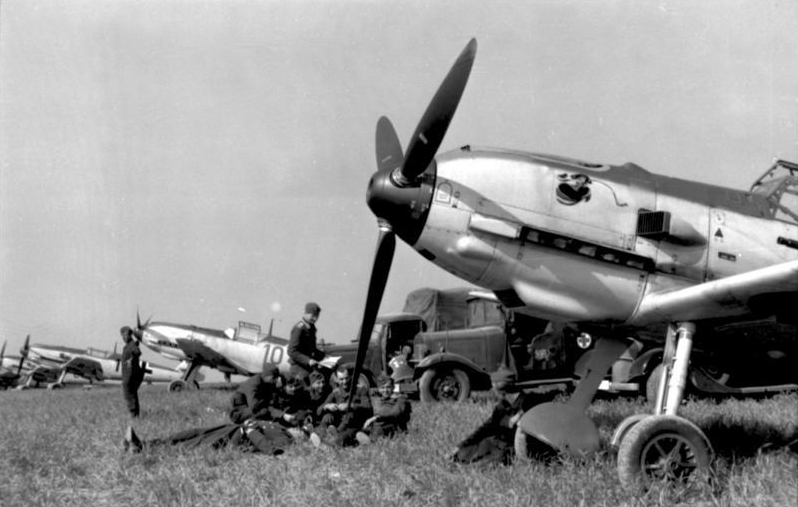
Bf 109

A harc egyik fő eleme az első világháború alatt kifejlesztett eszköz, a radar lett. Ahhoz, hogy a brit hadvezetés kevés gépét egyre nagyobb hatásfokkal tudja használni, szükséges volt egy előrejelző rendszerre: minden egyes pillanatban tudni kellett, hány gép van a levegőben, milyen irányba és milyen sebességgel haladnak. Ezzel radikálisan csökkenthette a járőrszolgálatot teljesítő repülőgépek számát, időt adva a legénységnek a pihenésre, illetve a repülőgépek karbantartására.
Rossz látási viszonyok között a radarirányítás hatásfoka nem volt megfelelő, mivel a radarirányítók a repülőket csak az ellenséges gépek közelébe tudták navigálni, a végső megközelítés látás alapján történt. A kezdetleges radarok működését a kelő Nap megzavarta.

### Részt vevő repülőgépek
Mindkét fél egyaránt bevetett vadászokat, viszont az angliai harcok során csak a németek használtak bombázókat. Az angol bombázók bevetésére Berlin bombázásánál került sor.

#### Vadászrepülők
- Bf 109
- Bf 110
- Supermarine Spitfire MK I
- Hawker Hurricane MK I
- Boulton Paul Defiant
- Gloster Gladiator
- Fiat G.50 Freccia
- Fiat CR.42 Falco

#### Bombázók
- He 111 H-2
- Ju 88
- Do 17
- Fiat BR.20

#### Zuhanóbobázók
- Ju 87